# 미주신경 등쪽핵
미주신경 등쪽핵(dorsal nucleus of vagus nerve, posterior nucleus of vagus nerve, dorsal vagal nucleus, nucleus dorsalis nervi vagi, nucleus posterior nervi vagi)은 숨뇌에 위치한 미주신경의 신경핵으로, 구체적으로는 제4뇌실 바닥의 배쪽에 놓여 있다. 대부분 위장관계, 폐, 그 외의 가슴과 배의 미주신경 분포를 담당하는 부교감신경으로서의 미주신경 성분을 전달한다. 이러한 신경 성분들이 담당하는 기능에는 기관지수축이나 샘의 분비 등이 있다. 미주신경의 부교감신경 중 심장에 분포하는 신경절이전신경의 세포체는 의문핵에 위치한다. 또한 추가적인 세포체들이 의문핵에서 발견되는데, 이들은 후두, 인두, 목젖의 근육에서 끝나는 미주신경의 날신경섬유를 낸다.

## 추가 이미지

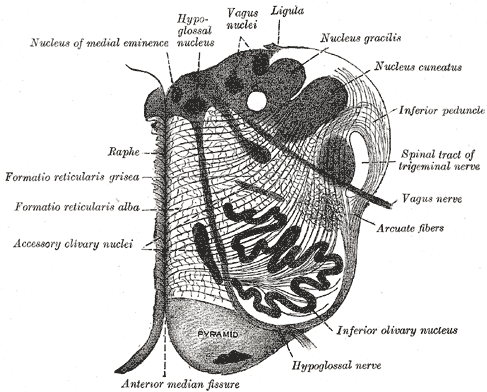
올리브체의 중간 높이에서 자른 숨뇌의 단면
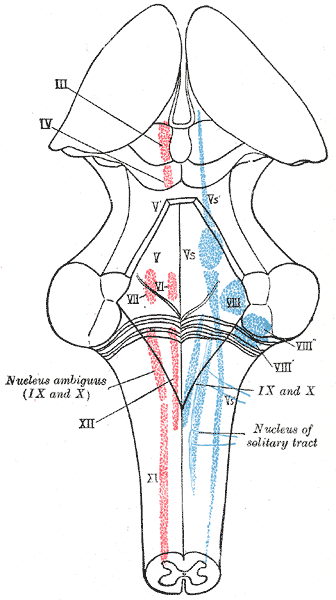
등쪽에서 본 뇌신경핵. 운동신경핵은 빨갛게, 감각신경핵은 파랗게 그려졌다.
루이체 병리 소견이 표시되어 있는 미주신경 등쪽핵

## 같이 보기
- 의문핵